# Kristen Nygaard
Kristen Nygaard   (Oslo, 27 d'agost de 1926 - Oslo, 10 d'agost de 2002) fou un informàtic noruec, pioner dels llenguatges de programació i polític. Havia nascut a Oslo i va morir-hi d'atac de cor el 2002.

## Carrera professional
Nygaard és reconegut internacionalment com a coinventor de la programació orientada a objectes i el llenguatge de programació Simula67, juntament amb Ole-Johan Dahl als anys 1960.
Nygaard va obtenir un màster en matemàtiques a la Universitat d'Oslo el 1956. La seva tesi sobre teoria abstracta de probabilitat es titulava "Aspectes teòrics dels mètodes de Montecarlo".
Nygaard va treballar a l'Establiment Noruec de Recerca en Defensa des de 1948 fins a 1960 - en informàtica i programació (1948–1954) i investigació operativa (1952–1960).
Entre 1957 i 1960 fou el cap dels primers grups d'investigació operativa a la defensa noruega. Fou cofundador i primer president de la Societat Noruega d'Investigació Operativa (1959–1964). El 1960 va passar al Centre d'Informàtica Noruec, amb l'objectiu de convertir-lo en institut de recerca durant els anys 60, arribant a ser-ne el director de Recerca el 1962.
Juntament amb Ole-Johan Dahl va desenvolupar Simula (1961–1965) i Simula67 - els primers llenguatges de programació orientada a objectes, introduint-hi els conceptes bàsics: objectes, classes, herència, quantitats virtuals i execució del programa multifil (quasi-paral·lela).
Va fer investigació per als sindicats noruecs sobre planificació, control, i processament de dades, avaluat tot segons els seus objectius (1971–1973). També va fer recerca i desenvolupament sobre l'impacte social de la tecnologia informàtica i el llenguatge DELTA de descripció general de sistemes (1973–1975), treballant amb Erik Holbaek-Hanssen i Petter Haandlykken.
Nygaard va ser professor a la Universitat d'Aarhus, a Dinamarca (1975–1976) i després va ser professor emèrit a Oslo (parcialment des de 1977, a temps complet 1984–1996). La seva feina a Aarhus i Oslo va incloure recerca i educació en desenvolupament de sistemes i l'impacte social de la tecnologia informàtica, i va convertir-se en el fonament de l'Escola Escandinava de Desenvolupament de Sistemes, que està relacionada estretament amb el camp de disseny participatiu.
La recerca de Nygaard entre 1995 i 1999 estava relacionada amb els sistemes distribuïts. Era el líder del projecte General Object-Oriented Distributed Systems (GOODS), l'objectiu del qual era enriquir els llenguatges orientats a objectes i els mètodes de desenvolupament de sistemes amb nous conceptes bàsics que fessin possible de descriure la relació entre programes distribuïts i/o estructurats en capes i el maquinari, i les persones que executaven aquests programes.

## Altres activitats
El 1984 i 1985 Nygaard va presidir el Comitè d'Informàtica de la Universitat d'Oslo, i va ser molt actiu en el disseny del pla de la universitat per desenvolupar infraestructures de recerca, educació, informàtica i comunicacions a totes les facultats de la universitat.
Va ser el primer president del Comitè per a la Protecció del Medi Ambient de l'Associació Noruega per la Protecció de la Natura.
Durant 10 anys de la dècada de 1970, va ser el representant noruec a les activitats de l'OCDE sobre tecnologia de la informació. Va ser membre del Comitè de Recerca de la Federació Noruega de Sindicats, i va cooperar amb sindicats de diferents països.
Durant una quants anys, va ocupar-se d'una institució social experimental que provava noves maneres de crear condicions de vida humanes per a alcohòlics rebutjats socialment.
Nygaard era actiu en la política noruega. A partir de mitjans dels anys 1960 fou membre del Comitè Executiu Nacional del Partit Liberal noruec, i president del seu Comitè Estratègic. Va estar en una candidatura a les eleccions legislatives noruegues de 1949. Durant la intensa lluita política prèvia al referèndum de 1972 sobre l'accés de Noruega al Mercat Comú Europeu (més endavant, Unió Europea), va treballar coordinant les nombroses organitzacions juvenils que treballaven a favor del no.
Entre 1971 i 2001 Nygaard fou militant del Partit Laborista, i va ser-hi membre dels comitès sobre política de recerca.
El novembre de 1988, fou nomenat president del Comitè d'Informació sobre Noruega i la CEE, que es va reorganitzar l'agost de 1990 com a Nei til EF ("No a la UE"), una organització que informava sobre la relació de Noruega amb el Mercat Comú, i que coordinava els esforços per mantenir-s'hi fora. El 1993, quan la CEE va ratificar el tractat de Maastricht i va convertir-se en Unió Europea, l'organització va canviar de nom per reflectir-ho. Nei til EF va convertir-se en l'organització política més gran de Noruega (145.000 membres el 1994, en una població de 4 milions). Nygaard va treballar amb Anne Enger Lahnstein, líder del Partit de Centre, antieuropeu, en aquesta campanya. Al referèndum del 28 de novembre de 1994, "Nei til EU" va tenir èxit: el 52,2% de l'electorat va votar que "No", i la participació va ser la més alta de la història de Noruega - 88.8%. L'estratègia de la campanya, on Nygaard hi va insistir, fou que havia de ser a favor d'alguna cosa, apart de contra; era a favor de l'estat del benestar escandinau que Nygaard considerava amenaçat per l'acord de Maastricht.
Va dimitir de la presidència el 1995, i més endavant va liderar el comitè d'estratègia de l'organització i va ser-ne membre del Consell.
El 1996 i 1997 Nygaard va coordinar els esforços per crear The European Anti-Maastricht Movement (TEAM), una xarxa cooperativa entre organitzacions nacionals oposades a la Unió Econòmica i Monetària de la Unió Europea (EMU) i al tractat de Maastricht de països europeus dins i fora de la Unió Europea. Al final, TEAM es va posar en marxa el 3 de març de 1997.

## Premis i honors
L'agost de 2000, el rei de Noruega el va nomenar Comandant del Reial Orde Noruec de Sant Olaf.
El novembre de 2001, Nygaard i Dahl van rebre la Medalla John von Neumann de l'IEEE John von Neumann Medal "per la introducció dels conceptes bàsics de la programació orientada a objectes mitjançant el disseny i la implementació de SIMULA 67".
El febrer de 2002, va rebre, un altre cop amb Ole-Johan Dahl, el Premi Turing de 2001 per l'Association for Computing Machinery (ACM), "per les idees fonamentals per a l'aparició de la programació orientada a objectes, mitjançant el seu disseny dels llenguatges de programació Simula I i Simula 67."